# Kozin (obwód wołyński)
Kozin (ukr. Козин, Kozyn) – wieś na Ukrainie, w obwodzie wołyńskim, w rejonie rożyszczeńskim